# Tsukumi
Tsukumi (津久見市, Tsukumi-shi) est une ville de la préfecture d'Ōita au Japon.

## Géographie

### Situation
Tsukumi est située sur la côte est de l'île de Kyūshū, au bord du détroit de Bungo, à environ 30 kilomètres au sud-est de la ville d'Ōita.

### Municipalités limitrophes
| Usuki | Usuki   | détroit de Bungo |
| Usuki | Tsukumi | détroit de Bungo |
| Saiki | Saiki   | Saiki            |

### Démographie
En avril 2023, la population de Tsukumi s'élevait à 15 653 habitants pour une superficie de 79,48 km2.

### Climat
Tsukumi a un climat subtropical humide avec des étés chauds et des hivers frais. Les précipitations sont importantes tout au long de l'année, mais un peu plus faibles en hiver. La température annuelle moyenne à Tsukumi est de 15,6 °C et les précipitations annuelles sont de 1 759 mm.

## Histoire
Le village moderne de Tsukumi a été créé le 1er avril 1889. Il obtient le statut de bourg en 1933 et de ville en 1951.

## Économie
À l'ouest de la ville se trouve la mine de Todaka, l'une des plus grandes carrières de calcaire du Japon. Le calcaire est utilisé dans la cimenterie de Tsukumi appartenant à la compagnie Taiheiyo Cement.

## Transports
Tsukumi est desservie par la ligne principale Nippō de la JR Kyushu. La gare de Tsukumi est la principale gare de la ville.